# Antykwa Półtawskiego
Antykwa Półtawskiego – dwuelementowa antykwa zaprojektowana w latach 1923–1928 przez polskiego grafika i typografa Adama Półtawskiego. Jest jednym z najbardziej rozpoznawalnych w Polsce krojów pism, bywa nazywana „polskim krojem narodowym”. 

## Idea polskiej czcionki narodowej
Krój ten powstał na fali dyskusji w kręgu grafików i drukarzy, m.in. na łamach miesięcznika „Grafika Polska”, podejmujących próby określenia atrybutów polskiej sztuki narodowej po odzyskaniu państwowości w 1918. Wcześniej ideę stworzenia polskiej czcionki postulował m.in. Joachim Lelewel w dziele Bibliograficznych ksiąg dwoje (Zawadzki, Wilno 1823) oraz Stanisław Wyspiański przy udziale Władysława Teodorczuka z drukarni Uniwersytetu Jagiellońskiego.
Próby zaprojektowania takiego kroju podjęli wspólnie Ludwik Gardowski (który później wycofał się z nich) i Adam Półtawski oraz osobno Stanisław Jeżyński (Antykwa Jeżyńskiego).
Cechą wyróżniającą Antykwę Półtawskiego wśród innych krojów neoklasycystycznych jest jej ornamentalny, secesyjny charakter, kojarzony z polskim charakterem projektowym, związany z tendencjami stylistycznymi w projektowaniu graficznym w Polsce panującymi w czasie dwudziestolecia międzywojennego.

## Projekt
Antykwa Półtawskiego jest pierwszym polskim krojem pisma zaprojektowanym od podstaw. Charakteryzuje się regularnym rytmem dla składu w języku polskim. Uwagę zwracają charakterystyczne glify liter w, y oraz g. Litery te często występują w języku polskim, dlatego Półtawski zaprojektował je tak, by przeważały w nich elementy pionowe, dzięki czemu złożony tekst polski nabiera jednolitości.
Adam Półtawski nazwał swój krój Antykwa Polska. W 1931 roku warszawska odlewnia Idźkowski i S-ka wydała czcionki do składu ręcznego z krojem pod nazwą Antykwa Półtawskiego. Z inspiracji polskiego środowiska drukarzy brytyjska firma Monotype Corp. zaadaptowała Antykwę Półtawskiego na automatyczne maszyny składające Monotype Composition Caster, używane w coraz większym stopniu w Polsce. Matryce monotypowe o nazwie Poltawski wyprodukowano w 1934 (w wersji 394 – regular i 398 – bold, niestety bez zaprojektowanej przez Półtawskiego kursywy) i było to bezprecedensowym wykorzystaniem polskiego projektu poza granicami kraju.

## Współczesność
Po II wojnie światowej czcionki Antykwy Półtawskiego produkowała państwowa Odlewnia Czcionek w Warszawie, utworzona na bazie odlewni Idźkowskiego i działająca do 1992. Za granicą produkcję matryc kontynuowała firma Monotype. 
Jeszcze przed komputeryzacją druku użycie kroju zostało ograniczone do akcydensów, niekiedy też do składu poezji, krótszych tekstów literackich i partytur muzycznych oraz jako czcionki tytułowej. 
Krój jest używany w XXI wieku sporadycznie. W wyrazie hołdu dla Półtawskiego Antykwa została użyta jako jeden z podstawowych krojów w książce Roberta Chwałowskiego pt. Typografia typowej książki (I wyd. 2002 r.). Rekolekcje Beskidzkie autorstwa Wandy Półtawskiej, synowej Adama Półtawskiego, także używa tego kroju.
Wykonano kilka cyfrowych wersji tego kroju:
- Niemiecki grafik Felix Tymcik zdigitalizował w 1996 trzy odmiany Antykwy, które funkcjonowały w niewielkim obiegu pod nazwą Poltawski OM. W 2000 Adam Twardoch przetworzył fonty Tymcika na format OpenType.
- Julia Gonina w Petersburgu jako projekt studencki stworzyła cyfrową wersję Antykwy – Polanta Serif, uzupełniając ją o cyrylicę.
- Janusz Marian Nowacki, Bogusław Jackowski i Piotr Strzelczyk przygotowali w 1999–2003 cyfrową wersję Antykwy, przy użyciu pakietu oprogramowania do generowania fontów w oparciu o krótkie programy opisujące kształty znaków. Wersję tę opublikowali na otwartej licencji GUST Font License. W 2010 opublikowano ulepszoną wersję Antykwy Półtawskiego. Zestaw zawiera znaki używane we wszystkich językach europejskich oraz niektórych innych, jak np. wietnamski czy nawaho. Łącznie kolekcja zawiera 40 fontów – w odmianach lekkiej (light), zwykłej (normal), półgrubej (medium) i grubej (bold), każda w postaci prostej (upright) i kursywnej (italic) oraz w pięciu rozmiarach projektowych (design size): szeroka (expanded), półszeroka (semiexpanded), zwykła (normal), półwąska (semicondensed) i wąska (semicondensed)[3].
- Digitalizację pod nazwą Półtawski Nowy przeprowadzili w 2020 Borys Kosmynka, Mateusz Machalski i Ania Wieluńska. Wykorzystano do niej skany wzornika pism z odlewni Idźkowski i S-ka oraz zestaw rysunków, wzorców punc oraz punc wykonanych przez firmę Monotype w Salfords w Wielkiej Brytanii w latach 1934-1955, udostępnione przez Type Archive w Brixton (dzielnica Londynu). Projekt zrealizowano przy wsparciu programu Kultura Cyfrowa 2020 Ministerstwa Kultury i Dziedzictwa Narodowego.

Antykwa Półtawskiego stała się też inspiracją dla kolejnych krojów, m.in. Grotesk Polski FA Artura Frankowskiego (2006), Danova Jacka Mrowczyka (2010), Apolonia i Apolonia Nova Tomasza Wełny (2011), Larrikin Kai Słojewskiej (2020).